# Plectonaemella fuckeliana
Plectonaemella fuckeliana är en svampart som beskrevs av Höhn. 1915. Plectonaemella fuckeliana ingår i släktet Plectonaemella, divisionen sporsäcksvampar och riket svampar.   Inga underarter finns listade i Catalogue of Life.